# アーチブレイ財団
アーチブレイ財団（あーちぶれいざいだん、Archie Bray Foundation for the Ceramic Arts、通称:Bray）は、1951年にレンガ職人Archie Bray により設立された公共かつ、非営利の教育機関である。アメリカ合衆国モンタナ州ヘレナを拠点としている。
芸術家居住プログラムが中心的なシステムであり、過去にはルディ・オウティオ、ピーター・ヴォーコス、およびデヴィッド・シェーナーなど有名な芸術家を受け入れてきた。